# 전하 운반자
전하 운반자(電荷 運搬子, charge carrier)는 전하가 운반되는 전자나 양공을 가리키는 말이다. 신호 운반자로 통신에서는 전파가 운반자가 되며 광기록에서는 빛, 자기기록에서는 자기장이 운반자이다.